# IC 4398
IC 4398 — галактика типу SBb (компактна витягнута галактика) у сузір'ї Волопас.
Цей об'єкт міститься в оригінальній редакції індексного каталогу.